# 夕張郡
夕張郡（日语：／ Yūbari gun */?）為日本北海道空知綜合振興局的郡，位於空知綜合振興局西南部。
郡名源自阿伊努語的「yu-paro」（礦泉湧出的地方）或「i-par」（出口）。

## 轄區
轄區包含3町：
- 由仁町
- 長沼町
- 栗山町

## 沿革

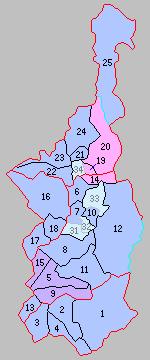
北海道一・二級町村制施行時夕張郡下辖町村（1.登川村 2.角田村 3.长沼村 4.由仁村）

- 1869年8月15日：北海道設置11國86郡，石狩國夕張郡成立。
- 1897年11月：北海道實施支廳制，此時夕張郡下轄登川村、由仁村、角田村、長沼村。[3]（4村）
- 1902年4月1日：由仁村[4]、角田村[5]、長沼村[6]成為北海道二級村。
- 1906年4月1日：登川村成為北海道二級村。[7]
- 1907年4月1日：角田村、長沼村成為北海道一級村。
- 1918年2月11日：登川村改制並改名為夕張町。（1町3村）
- 1919年4月1日：
  - 夕張町成為北海道一級町。
  - 由仁村成為北海道一級村。
- 1943年4月1日：夕張町改制為夕張市，並脫離夕張郡之管轄。（3村）
- 1943年6月1日：北海道一級町村制廢止。
- 1949年4月1日：角田村改制並改名為栗山町。（1町2村）
- 1950年11月1日：由仁村改制為由仁町。（2町1村）
- 1952年1月1日：長沼村改制為長沼町。（3町）